# Orsenigo (Lombardei)

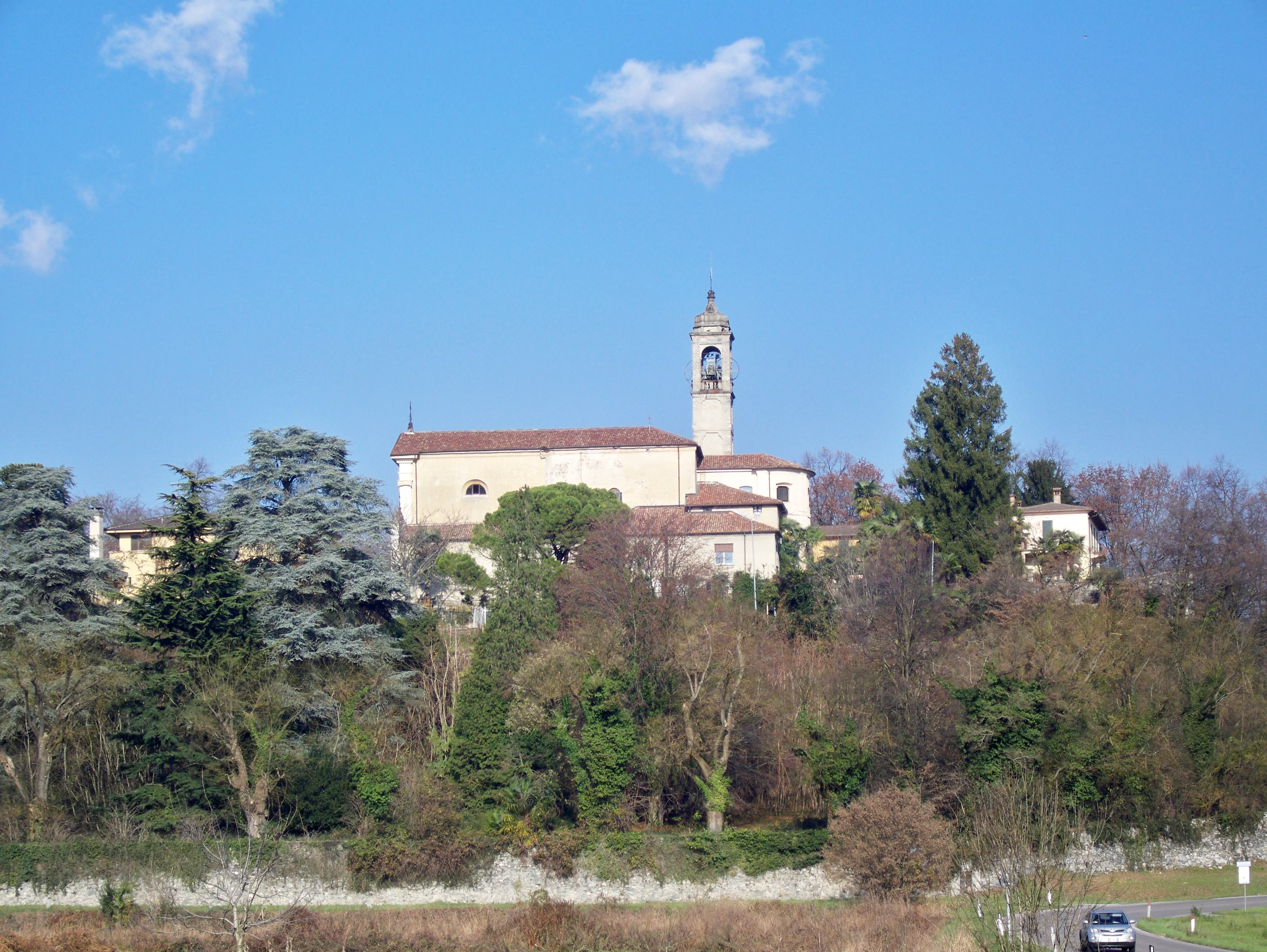
Pfarrkirche Orsenigo

Orsenigo ist eine norditalienische Gemeinde (comune) mit 2637 Einwohnern (Stand 31. Dezember 2023) in der Provinz Como in der Lombardei. 

## Geographie
Die Gemeinde liegt etwa 9 Kilometer ostsüdöstlich von Como. Die Nachbargemeinden sind Albavilla, Albese con Cassano, Alserio, Alzate Brianza, Anzano del Parco, Cantù, Capiago Intimiano und Montorfano.

## Verkehr
Durch die Gemeinde führt die ehemalige Staatsstraße 342 von Bergamo nach Varese. Auf der Grenze zur Nachbargemeinde Alzate Brianza liegt der Aeroporto di Alzate Brianza, der in erster Linie als Segelflugplatz genutzt wird.

## Sehenswürdigkeiten
- Pfarrkirche San Martino (1894)[2]
- Oratorium Divina Maternità di Maria e di San Giovanni Battista (18. Jahrhundert)[3]
- Villa del Soldo (20. Jahrhundert)[4]
- Archäologische Funde (4.–3. Jahrhundert v. Chr.) beim Soldo

## Persönlichkeiten
- Aldo Pifferi (1938–2023), Radrennfahrer
- Simone d’Orsenigo, (* 14. Jahrhundert), Architekt des Mailänder Dom
- Paolo Pedretti (1906–1983), Radrennfahrer, Olympiasieger 1932 im Gruppen-Bahnradfahren